# 恩科
恩科是一种科举方式，是科举常科与非常科科目取士之外的一种补充。宋朝的科举承五代后晋之制，每三年举行乡试、会试，是为正科。遇皇帝亲试时，可别立名册呈奏，特许附试，称为特奏名，一般皆能得中，故称恩科。
開設恩科始于宋，而明、清和越南阮朝亦用此制；越南後黎朝則有性質類似的「盛科」，但僅舉行一科。清代于寻常例试外，逢朝廷庆典特别开科考试，也称“恩科”。若正科与恩科合并举行，则称“恩正并科”。

## 分类
恩科包括「特奏名」和「特赐第」。
特奏名为笼络多次赴省试落第的年事已高举人而设，是宋代创立的新制。《宋史·选举志》：“凡士贡于乡而屡绌于礼部，或廷试所不录者，积前后举数，参其年而差等之，遇亲策士则别籍其名以奏，径许附试，故曰‘特奏名’。”
特赐第，是皇帝一种选士特权，针对怀才不遇者、皇恩宠幸者、皇亲国戚等。

## 历史沿革

### 宋代的恩科

#### 宋太祖
宋太祖见科场大量贡士，风尘仆仆到京师赴省试，屡试屡败，潦倒场屋，“非以特恩，终成遐弃”(《选举》三之三《贡举杂录》)。遂特降诏：“礼部贡院阅进士、诸科十五举以上、曾经终场者，具名以闻。”(卷一一，太祖开宝三年三月王寅朔）结果，得司马浦等一百零六人，并赐本科(进士科、诸科）出身。这就是特奏名进士、诸科的起始。但此次恩科是特例，申明“今后不得为例”。

#### 宋太宗
太宗太平兴国二年(977）、雍熙二年(985)接连破例录取进士、诸科十五举以上年老者特奏名，先后赐 184人本科出身、84 人本科及第(卷一八）、(卷三二）。但太祖、太宗朝特奏名，皆具临时性，随意性，尚未定型。

### 清代的恩科
清代一共開過二十六次恩科。
- 康熙五十二年（1713年）恩科

```
  此次恩科又稱萬壽科，是為
康熙帝
六十大壽
所開
[
2
]
```

- 雍正元年（1723年）恩科
- 乾隆十七年（1752年）恩科
- 乾隆二十六年（1761年）恩科
- 乾隆三十六年（1771年）恩科
- 道光十六年（1836年）恩科
- 道光二十五年（1845年）恩科
- 光绪二十九年（癸卯年，1903年）、光绪三十年（甲辰年，1904年）

```
   癸卯年（1903年）本為
鄉試
之年，
會試
和
殿試
應在次年春季。但在當年三月“補行辛丑壬寅恩正開科會試”。五月，舉行殿試。六月，舉行經濟特科考試。八月，舉行癸卯恩科鄉試。這是
中國科舉史
上，最後一次鄉试。次年，甲辰恩科會試是史上最後一次會試。1905年，
清政府
正式廢止科舉
[
3
]
。
```